# Kylie Watson
Kylie Watson es una actriz, diseñadora de interiores y modelo australiana, más conocida por haber interpretado a Shauna Bradley en la serie Home and Away.

## Biografía
En marzo de 2008 Kylie reveló en una edición de la revista Cherrie que era abiertamente gay.
Kylie tiene su propio negocio de diseño llamado "KW Design".

## Carrera
En su adolescencia Kylie trabajó como modelo internacional.
El 16 de agosto de 1999 se unió al elenco de la popular serie australiana Home and Away donde interpretó a Shauna Bradley la hija de Ailsa O'Rourke-Stewart hasta el 18 de julio de 2002 luego de que su personaje decidiera mudarse a Melbourne. Anteriormente había aparecido en la serie en 1997 durante el episodio # 1.2169 y posteriormente en 1998 donde interpretó a Isabella en el episodio # 1.2368.
Después de dejar la serie Home and Away en el 2002 Kylie completó un diploma en diseño de interiores.
En el 2012 se unió al elenco de la serie The Newtown Girlsdonde interpreta a Verónica.

## Filmografía
Series de televisión
| Año             | Serie             | Personaje      | Notas                       |
| --------------- | ----------------- | -------------- | --------------------------- |
| 2012 - presente | The Newtown Girls | Verónica       | 8 episodios                 |
| 2001 - 2004     | Home and Away     | Shauna Bradley | 80 episodios                |
| 2000            | All Saints        | Cameron        | episodio "First Do No Harm" |
| 2002            | Life Support      | -              | episodio # 2.4              |
| 1995            | Gladiators        | Porrista       | -                           |

Películas
| Año  | Título                                          | Personaje   | Notas                                                                                             |
| ---- | ----------------------------------------------- | ----------- | ------------------------------------------------------------------------------------------------- |
| 2014 | Calendar Girls                                  | Mary        | junto a Dean Kyrwood, Richard Carwin, Alyssa Stringfellow y Joel Hogan                            |
| 2011 | Blood Brothers                                  | Reportera   | junto a Michael Dorman, Jodi Gordon, Cariba Heine, Lisa McCune, Jonny Pasvolsky y Denise Roberts  |
| 2009 | A Model Daughter: The Killing of Caroline Byrne | Tania Zaett | junto a David Lyons, Cariba Heine, Gyton Grantley, Indiana Evans, Sarah Chadwick y Dieter Brummer |
| 2009 | Lightswitch                                     | Shauna      | corto - junto a Lara Dignam, Jay Laga'aia, Matthew Marshall y Damian Smeaton                      |
| 2009 | Turn Right                                      | Oficial     | corto - junto a Paul Barry, Berty Cadilhac y Daryl Heath                                          |

## Premios y nominaciones
| Año  | Categoría                        | Premio      | Serie         | Resultado |
| ---- | -------------------------------- | ----------- | ------------- | --------- |
| 2000 | Most Popular New Talent - Female | Logie Award | Home and Away | Nominada  |